# Moustache/memories
《Moustache/memories》（日语：マスタッシュ／memories（original version））為日本歌手木村KAELA的個人第12張單曲，於2008年9月10日由哥倫比亞音樂發行。

## 曲目
1. Moustache
  - 作詞／吉他：木村KAELA 作曲／吉他：A*S*E
2. memories（original version）
  - 作詞：木村KAELA 作曲：澀谷毅
3. Moustache（Instrumental）
4. memories（Instrumental）

## 解説
- 本次為雙A主打單曲。
- 初回特典：Kaela手機主題下載。
- 「Moustache」為本人演出的廣告LUCIDO-L髮雕廣告主題曲。
- 「memories」為2008年9月13日於日本上映的電影《PACO與魔法繪本》主題曲，本人也於其中客串演出。
- 台灣於2008年12月19日由風雲唱片代理發行台壓，中文名稱為《俏鬍子》。